# ビッカース ビミー
ビッカース ビミー
- 用途：爆撃機
- 設計者：R.K.ピアソン
- 製造者：ビッカース社
- 運用者：主にイギリス空軍
- 初飛行：1917年11月30日
- 運用開始：1918年

ビッカース ビミー (Vickers Vimy）は第一次世界大戦時のイギリスの重爆撃機である。R.K. Piersonの設計でビッカース社により製造され、1917年11月に初飛行した。実戦に参加する前に大戦は終了し、製造はキャンセルされた。終戦前に爆撃機として完成したのは3機のみである。
ビミーはイギリス空軍で1919年から1925年まで使用され、ビッカース・バージニアに引き継がれた。旅客機への改設計を行ない、10名までの乗客を収容可能とした大径の胴体を持つ民間用のビミー・コマーシャル(Vimy Commercial)は1919年に造られ主に外国で使われた。またこれとほぼ同様の設計の軍用輸送機型であるバーノン(Vernon)も製造されている。コマーシャルとバーノンはいずれも胴体以外は爆撃機型と同一だが、コマーシャルは爆撃機型には無かった機首車輪が追加されている(バーノンは未確認)。
ビミーは世界初の飛行記録に使われた。たとえばジョン・オールコックとアーサー・ブラウンの無着陸大西洋横断飛行、ロス・スミス、キース・スミスらのイギリスからオーストラリアへの初飛行、van Rynevald とブランドのイギリスから南アフリカへの初飛行などに使われた。

## スペック
- 乗員：
- 全長：13.27 m (43 ft 6.5 in)
- 全幅：20.75 m (68 ft 1 in)
- 全高：4.76 m (15 ft 7.5 in)
- 初期（空虚重量）：3,222 kg (7,104 lb)
- 全備重量：4,937 kg (10,884 lb)
- 動力：ロールスロイス イーグルVIII エンジン × 2
- 出力：360 hp (270 kW)
- 翼面荷重：-- kg/m2 (-- lb/ft2)

性能
- 最高速度：165 km/h (103 mph)
- 航続距離：1,448 km (900 miles)
- 上昇限度：2,135 m (7,000 ft)
- 上昇率：-- m/min (-- ft/min)

武装
- 7.7 mm (0.303 in) ルイス機関銃（前方と中座）
- 爆弾搭載量：1,123 kg (2,476 lb)